# Sylwia Grzeszczak
Sylwia Karolina Grzeszczak (přechýleně Grzeszczaková, * 7. duben 1989 Poznaň, Velkopolské vojvodství, Polsko) je polská zpěvačka, skladatelka a textařka.

## Dětství a vzdělání
Ve věku pěti let Sylwia Grzeszczak vystoupila v televizním programu „Od przedszkola do Opola“ s písní „Byle było tak” od polského zpěváka Krzysztofa Krawczyka. Nejprve navštěvovala „Státní hudební školu 1. stupně Henryka Wieniawského“ ve Varšavě a poté pokračovala ve studiu na poznaňské „Všeobecné hudební škole 2. stupně M. Karłowicze“. Hudební vzdělání zakončila studiem hry na klavír na poznaňské „Státní hudební škole 2. stupně Fryderyka Chopina“. Jejími hudebními vzory jsou Alicia Keys, Christina Aguilera a Pink.

## Hudební kariéra

### 2004–2008: Idol a Ona i On
Roku 2004 vyhrála první místo ve finále konkurzu „Drzwi do kariery”. V následujícím roce se zúčastnila čtvrté řady pořadu „Idol”. Vyhrála také konkurz na složení hudby k básním Ernesta Brylla. Roku 2006 nahrála tři písně „Tak wyszło”, „Afrodyzjak” a „Chodź ze mną” pro album Adsum skupiny Ascetoholix. Další rok spolupracovala s Agnieszkou Włodarczyk na jejím debutovém albu Nie dla oka... Spolu s rapery Liberem a Doniem absolvovala koncertní turné „Gwiazdy na Warmii i Mazurach” po Varmijsko-mazurském vojvodství. Následně vydala 21. listopadu 2008 společně s Liberem debutové album Ona i On.

### 2010–2012: Sen o przyszłości
V roce 2011 získal videoklip k písni „Muzyki moc“ ocenění „VIVA Comet 2011“ v kategorii Nejlepší na VIVA-TV.pl. Píseň Sylwia nahrála o rok dříve spolu s dalšími jedenácti polskými zpěváky u příležitosti desátého výročí hudební televizní stanice Viva Polska. V témže roce vydala svůj první singl „Małe rzeczy“, který mimo jiné dosáhl prvního místa v hitparádě AirPlay a taktéž první místo v hitparádě AirPlay – TV. Kromě toho také složila novou hymnu pro fotbalový klub Warta Poznaň. V červenci vystoupila na Festivalu ruské písně v Zelené Hoře, kde s písní „Za Toboj“ vyhrála třetí místo a získala bronzový samovar. O měsíc později vydala svůj druhý sólový singl „Sen o przyszłości”. Stejně jako předchozí singl se stala píseň hitem a dosáhla prvního místa hitparády AirPlay.
Dne 11. října 2011 vyšlo její druhé, zároveň však první sólové, album nazvané Sen o przyszłości, které dosáhlo prvního místa na seznamu OLiS. Na začátku roku 2012 zveřejnila třetí singl „Karuzela”. V březnu získalo album dvojnásobnou platinovou desku. Dne 26. dubna získala na galavečeru Fryderyki 2012 zvláštní cenu od Nielsen Music za nejhranější píseň v rádiu, kterou byl první singl „Małe rzeczy”.

## Rodinný život
Dne 10. července 2014 se provdala za svého dlouholetého partnera Marcina Piotrowského, rapera a textaře, který vystupuje pod uměleckým jménem Liber. Manželům se 5. prosince 2015 narodila dcera Bogna.

## Diskografie
- Ona i On (& Liber, 2008)
- Sen o przyszłości (2011)
- Komponując siebie (2013)
- Tamta dziewczyna (2016)

## Nominace a ocenění
| Rok  | Soutěž                          | Kategorie                                                                 | Výsledek  |
| ---- | ------------------------------- | ------------------------------------------------------------------------- | --------- |
| 2008 | Sopot Hit Festiwal 2008         | Polský letní hit („Nowe szanse” spolu s Liberem)                          | 9. místo  |
| 2009 | Mikrofony Popcornu              | Polský hit roku („Co z nami będzie” spolu s Liberem)                      | vítězství |
| 2009 | Eska Music Awards               | Umělec roku                                                               | vítězství |
| 2009 | Eska Music Awards               | Rozhlasový debut roku                                                     | nominace  |
| 2009 | Eska Music Awards               | Album roku (Ona i On spolu s Liberem)                                     | vítězství |
| 2009 | Eska Music Awards               | Hit roku („Nowe szanse” spolu s Liberem)                                  | nominace  |
| 2009 | Superjedynki                    | Hit roku („Co z nami będzie” spolu s Liberem)                             | nominace  |
| 2009 | Superjedynki                    | Album roku (Ona i On spolu s Liberem)                                     | nominace  |
| 2010 | VIVA Comet 2010                 | Debut roku                                                                | nominace  |
| 2010 | VIVA Comet 2010                 | Charts Award („Co z nami będzie” spolu s Liberem)                         | nominace  |
| 2011 | VIVA Comet 2011                 | Nejlepší na VIVA-TV.pl                                                    | vítězství |
| 2011 | Koncert Lata Zet i Dwójki       | Najlepší píseň („Małe rzeczy”)                                            | vítězství |
| 2011 | Festiwal Piosenki Rosyjskiej    | Soutěž o zlatý samovar („Za Toboy”)                                       | 3. místo  |
| 2011 | OGAE Video Contest 2011         | Videoklip („Małe rzeczy”)                                                 | 8. místo  |
| 2011 | OGAE Video Contest 2011         | Videoklip („Muzyki moc” z VIVA i Przyjaciele)                             | nominace  |
| 2011 | Przebój roku RMF FM             | Hit roku 2011 („Małe rzeczy”)                                             | 2. místo  |
| 2011 | Przebój roku RMF FM             | Hit roku 2011 („Sen o przyszłości”)                                       | 8. místo  |
| 2012 | VIVA Comet 2012                 | Vyzvnění roku („Małe rzeczy”)                                             | nominace  |
| 2012 | VIVA Comet 2012                 | Hit roku („Małe rzeczy”)                                                  | vítězství |
| 2012 | VIVA Comet 2012                 | Album roku (Sen o przyszłości)                                            | nominace  |
| 2012 | Nielsen Music                   | Nejhranější píseň v rádiu („Małe rzeczy”)                                 | vítězství |
| 2012 | TOPtrendy 2012                  | Nejprodávanější album roku 2011 (Sen o przyszłości)                       | 6. místo  |
| 2012 | Superjedynki                    | Album roku (Sen o przyszłości)                                            | vítězství |
| 2012 | Superjedynki                    | SuperArtystka                                                             | vítězství |
| 2012 | Superjedynki                    | SuperPrzebój („Małe rzeczy”)                                              | nominace  |
| 2012 | Eska Music Awards 2012          | Umělec roku                                                               | vítězství |
| 2012 | Eska Music Awards 2012          | Album roku (Sen o przyszłości)                                            | vítězství |
| 2012 | Eska Music Awards 2012          | Píseň roku („Małe rzeczy”)                                                | nominace  |
| 2012 | Eska Music Awards 2012          | Videoklip roku („Sen o przyszłości”)                                      | vítězství |
| 2013 | TOPtrendy 2013                  | Největší hity roku („Flirt”)                                              | nominace  |
| 2013 | 50. KFPP w Opolu                | SuperNagroda                                                              | vítězství |
| 2013 | Eska Music Awards 2013          | Nejlepší umělec                                                           | vítězství |
| 2013 | Eska Music Awards 2013          | eskaGO Award – Najlepszy artysta w sieci                                  | nominace  |
| 2013 | Muzodajnia                      | Speciální ocenění (za píseň „Małe rzeczy”)                                | vítězství |
| 2014 | Wiktory 2013                    | Hvězdná píseň                                                             | nominace  |
| 2014 | TOPtrendy 2014                  | Nejprodávanější album roku 2013 (Komponując siebie)                       | 3. místo  |
| 2014 | TOPtrendy 2014                  | Největší hity roku („Księżniczka”)                                        | vítězství |
| 2014 | Superjedynki                    | SuperArtystka                                                             | vítězství |
| 2014 | Superjedynki                    | SuperAlbum (Komponując siebie)                                            | nominace  |
| 2014 | Superjedynki                    | SuperPrzebój („Księżniczka”)                                              | nominace  |
| 2014 | Eska Music Awards 2014          | Nejlepší umělec                                                           | vítězství |
| 2014 | Polsat Sopot Festival 2014      | Słowik Publiczności („Księżniczka”)                                       | nominace  |
| 2015 | Hlasování RMF FM                | Artysta 25-lecia                                                          | 12. místo |
| 2015 | Telekamery 2015                 | Hudba                                                                     | vítězství |
| 2015 | Osobnosti a úspěchy v roce 2015 | Osobnost roku 2015 v kategorii hudba                                      | vítězství |
| 2015 | Lato Zet i Dwójki 2015          | Hit koncertu (madley kompozic „Księżniczka”, „Pożyczony” a „Małe rzeczy”) | vítězství |
| 2015 | OGAE Song Contest 2015          | Konkurs Piosenki („Kiedy tylko spojrzę” se Sound’n’Grace)                 | 3. místo  |